# Basht (Verwaltungsbezirk)
Basht (persisch شهرستان باشت) ist ein Schahrestan in der Provinz Kohgiluye und Boyer Ahmad im Iran. Zum Gebiet gehört die Stadt Basht, welche die Hauptstadt des Verwaltungsbezirks ist.

## Demografie
Bei der Volkszählung 2016 betrug die Einwohnerzahl des Schahrestan 21.690. Die Alphabetisierung lag bei 80 Prozent der Bevölkerung. Knapp 50 Prozent der Bevölkerung lebten in urbanen Regionen.
| Zensusjahr | Einwohnerzahl |
| ---------- | ------------- |
| 2011       | 20.699        |
| 2016       | 21.690        |